# Blink-182
Musikgruppen blink-182 består af Tom DeLonge (el-guitar, vokal), Mark Hoppus (bas, vokal) og Travis Barker (trommer).
Blink-182 blev dannet i 1992 i det nordlige San Diego, i en forstad ved navn Poway. Medlemmerne i bandet var dengang Tom DeLonge (Thomas DeLonge), Mark Hoppus og Scott Raynor. Sidstnævnte blev erstattet i 1998 af Travis Barker, halvvejs igennem en USA-tour. Scott havde haft problemer med alkohol og mentalt helbred, og blev tvunget til at forlade bandet, selvom Scott havde lovet at stoppe, og søge hjælp. Scotts problemer og bandets håndtering af dem bliver beskrevet yderligere i sangen "Man Overboard" fra deres livealbum. 
Blink-182's originale navn var Blink, men det ændrede sig, da der kom en protest fra et irsk band med samme navn.
Gruppen er kendt for deres simple melodier og tekster med en til tider skæv humor. I Danmark er de især kendte for deres album Enema of the State, der bl.a. indeholder "All The Small Things" og "What's My Age Again?", og for sangen "I Miss You" fra deres 2003-album.
Blink-182 musikalske genre bliver som oftest betegnet som pop punk eller punk rock, men har også i nyere tid taget elementer fra andre genrer. 
I 2005 meddelte bandmedlemmerne, at Blink-182 ville være på "pause på ubestemt tid", hvilket reelt betød at bandet blev opløst. Guitaristen Tom DeLonge dannede efterfølgende sit eget band Angels and Airwaves, sammen m. blandt andre Atom, trommeslageren fra The Offspring. Bassisten, Mark Hoppus og trommeslageren, Travis Barker dannede bandet +44.
Inden Angels and Airwaves og +44 var Travis Barker og Tom DeLonge i et andet band ved navn Box Car Racer, det band blev skabt på grund af konflikter i Blink 182, så alle sange som de ikke følte hørte med til i Blink blev udgivet med Box Car Racer.
Box Car Racer hittede blandt andet med sangene "I Feel So" og "There Is".
I sommeren 2009 satte blink en ny pæl i deres historie da de med følgende besked, offentliggjorde deres comeback:
Hi. We're blink-182. This past week there’ve been a lot of questions about the current status of the band, and we wanted you to hear it straight from us. To put it simply, We're back. We mean, really back. Picking up where we left off and then some. In the studio writing and recording a new album. Preparing to tour the world yet again. Friendships reformed. 17 years deep in our legacy. Dette skete efter, at Travis Barker og hans hyppige samarbejdspartner DJ AM overlevede et flystyrt. 4. maj 2009 spillede Blink-182 deres første koncert efter gendannelsen og i sommeren 2010 turnerede bandet bl.a. Europa. På en samtale med MTV, sagde Tom DeLonge at Blink-182 ville udgive et nyt album i 2011. Albummet udkom 27. september 2011 med albumtitlen Neighborhoods og året efter EP'en Dogs Eating Dogs.
Tom DeLonges sidste show med blink-182 var i oktober 2014. Både Mark og Travis har udtalt, at bandets genforening ikke har virket, som de havde forventet. Travis Barker fortæller, at "Tom altid var indelukket i sin egen skal, indtil at de begyndte at tjene en masse penge, hvor han vil begynde at være entusiastisk igen".
Travis og Mark forsætter herefter uden Tom, og erstatter ham med Matt Skiba fra Alkaline Trio. Det var kun meningen, at han skulle spille et par shows, men det ender med, at han bliver en del af blink-182 på fuld tid. Matt har været med på 2 albums fra blink-182, California og NINE.
I juni 2021 fortæller Mark Hoppus, at han har kræft, og at han havde inviteret Tom DeLonge og Travis over hos ham, for at snakke om fortiden og om Marks kræft-diagnose. Mark blev senere erklæret kræft-fri, men skal stadig igennem tests.  I juli 2022 fortæller Matt Skiba i et Instagram-post, at han ikke ser sikker på, om han er med i blink-182 mere. En fan blev nysgerrig, fordi blink-182’s Instagram-konto aldrig lægger billeder af Matt Skiba op, og Matt selv ikke lægger blink-182-relateret opslag op. 
Senere på året, i oktober måned kom der endnu flere spekulationer. Fans verden over har spottet plakater og internetreklamer med blink-182.  Flere billeder er også blevet opdaget på diverse hjemmesider.  Den 11. oktober 2022 blev det officielt udmeldt fra den officielle YouTube-kanal, at Tom DeLonge er vendt tilbage. 
Bandets kommende niende studiealbum, One More Time... blev annonceret den 18. september 2023 og er indstillet til at blive udgivet den 20. oktober 2023. Albummets titelnummer blev udgivet den 21. september 2023 sammen med en tredje single med titlen "More Than You Know". Den fjerde single fra albummet med titlen "Dance with Me" blev udgivet den 5. oktober.

## Diskografi

### Studiealbum
| År   | Titel                          | Pladeselskab    | DK  |
| 1994 | Cheshire Cat                   | Grilled Cheese  |     |
| 1997 | Dude Ranch                     | MCA             |     |
| 1999 | Enema of the State             | MCA             |     |
| 2001 | Take Off Your Pants and Jacket | MCA             | #40 |
| 2003 | Blink-182                      | Geffen          |     |
| 2011 | Neighborhoods                  | DGC, Interscope |     |
| 2016 | California                     | BMG             |     |
| 2019 | Nine                           | Columbia        |     |

### CD-er
- Flyswatter (1992)
- Buddha (1993)
- Cheshire Cat (1994)
- Dude Ranch (1997)
- Enema of the State (1999)
- The Tom, Mark, and Travis Show (2000)
- Take off Your Pants and Jacket (2001)
- blink-182 (2003)
- Greatest Hits (2005)
- Neighborhoods (2011)
- Dogs Eating Dogs (2012)
- California (2016)
- California [Deluxe] (2017)
- NINE (2019)

### DVD-udgivelser
- The Urethra Chronicles (2000)
- The Urethra Chronicles 2(2002)
- Greatest Hits (2005)

### Live-album
- The Mark, Tom and Travis Show (The Enema Strikes Back!) (2000)